# Districte d'Albertville
El Districte d'Albertville és un dels tres districtes del departament francès de la Savoia, a la regió d'Alvèrnia-Roine-Alps. Té 9 cantons i 82 municipis. El cap cantonal és la sotsprefectura d'Albertville.

## Cantons
cantó d'Aime - cantó d'Albertville-Nord - cantó d'Albertville-Sud - cantó de Beaufort-sur-Doron - cantó de Bourg-Saint-Maurice - cantó de Bozel - cantó de Grésy-sur-Isère - cantó de Moûtiers - cantó d'Ugine